# Yelena Danílova (acuatleta)
Yelena Danílova es una deportista rusa que compitió en acuatlón. Ganó una medalla de plata en el Campeonato Mundial de Acuatlón de 2015.

## Palmarés internacional
| Campeonato Mundial | Campeonato Mundial        | Campeonato Mundial | Campeonato Mundial |
| Año                | Lugar                     | Medalla            | Prueba             |
| ------------------ | ------------------------- | ------------------ | ------------------ |
| 2015               | Chicago ( Estados Unidos) | Medalla de plata   | Individual         |